# Васељенски сабор
Васељенски сабори (грч. οικουμενικος συνοδος, лат. Concilium) су окупљања епископа који представљају целу Цркву, односно колегијални начин на који се васељенски епископат изјашњава о садржајима вере и питањима дисциплине, учења, поретка и богослужења и чине неотуђиви део предања Православне цркве.

## Епископи
Црквене саборе предводе епископи као наследници светих апостола. Сабор није надређен Цркви већ је њен законити глас и њено тело. И поред тога што епископ има одређену службу, он има помесну саборну одговорност у питањима од општег интереса Цркве. У периоду пре шизме (1054), карактер „васељенски“ једноме Сабору дат је присуством и представљањем епископата целе Империје. Стога је присуство римског трона (италијанска дијецеза) на саборима било нужно. Мада сазивани од царева, васељенски сабори нису били царска институција. Цареви су потписивали саборска акта, али нису гласали нити су пак утицали на одлуке, остављајући епископима потпуну аутономију у расправљању и одлучивању.

## Одлуке
У саборским одлукама треба да се прави разлика између догмата, који има доктринарни садржај вере (ορος — finis), и канона, који има дисциплински карактер. Ни сазивање од стране цара, ни васељенско присуство и потписи епископа на саборска акта, не гарантују суштинско православље исказане вере или симбола вере. Одлуке васељенских сабора нису спољни критеријум учења, јер ниједна спољашња власт не може наметнути оно што је против истине вере. Зато одлуке сабора треба да прихвати и потврди свест Цркве. Православна традиција признаје седам сабора са васељенским карактером, између којих су се држали многобројни помјесни или регионални сабори.
Право учешћа на саборима и глас одлучивања имају епископи. Свештеници и ђакони су могли да учествују на сабору или у својству пуноправних чланова својих епископа или са правом саветодавног гласа уколико су присуствовали као помоћници епископима. Некад су саборима присуствовали и световњаци или лаици, као на пример цар или његов представник, ради давања подршке сабору или његовог свечаног отварања или затварања. Одлуке са сабора објављиване су саборском одлуком и указом цара, а неке одлуке су имале и важност као државни закони. Васељенске саборе су признавале све месне цркве, чак и оне који нису присуством својих представника биле заступљене на сабору.

## Васељенски сабори
Првих седам васељенских сабора које признају и православне цркве и католичка су били: 
1. Први васељенски сабор — Никејски сабор (мај — јун 325)
2. Други васељенски сабор — Цариградски сабор (мај — јул 381)
3. Трећи васељенски сабор — Ефески сабор (јун — јул 431)
4. Четврти васељенски сабор — Халкидонски сабор (8. октобар — 1. новембар 451)
5. Пети васељенски сабор — Други цариградски сабор (мај — јун 553)
6. Шести васељенски сабор — Трећи цариградски сабор (новембар 680. — септембар 681)
7. Седми васељенски сабор — Други никејски сабор (септембар — октобар 787)